# ابیویل (کانزاس)
ابیویل (به انگلیسی: Abbyville) شهری در ایالت کانزاس کشور ایالات متحده آمریکا است که جمعیت آن در سرشماری سال ۲۰۱۰ میلادی، ۸۷ نفر بوده‌است.